# التحول الهيكلي في المجال العام
التحول الهيكلي في المجال العام التحقيق في فئة من المجتمع البرجوازي (بالألمانية: Strukturwandel der Öffentlichkeit. Untersuchungen zu einer Kategorie der bürgerlichen Gesellschaft) هو كتاب صدر عام 1962 من قبل الفيلسوف الألماني يورغن هابرماس. تُرجم إلى اللغة الإنجليزية في عام 1989 من قبل توماس برغر Thomas Burger وفريدريك لورانس Frederick Lawrence. وكان للكتاب مساهمة هامّة في الفهم الحديث للديمقراطية، وعُرف الكتاب من خلال «تحويل الدراسات الخاصّة بوسائل الإعلام إلى أنظمة صارمة.»

## المجال العام
بدأ مفهوم «المجال العام» بالتطوّر خلال عصر النهضة في أوروبا الغربية، نتج بشكل جزئيّ من حاجة التجار للحصول على معلومات دقيقة عن الأسواق البعيدة، ونتج أيضاً عن طريق نموّ الديمقراطيّة والحرّيّة الفرديّة والسيادة الشعبية. كان المجالُ العام مكاناً لجمع الناس مع السلطات الحكومية حيث يمكّنهم من الالتقاء ومناقشة المسائل العامّة بشكل نقدي. كانت مثل هذه المناقشات بمثابة ثقل موازن للسلطات السياسية وأتاحت الفرصة للأفراد بلقاء الشخصيات السلطوية وجهًا لوجه في المقاهي والمطاعم والميادين العامة وكذلك في وسائل الإعلام عن طريق الأدب، والكتب، والدراما، والفن. كان المجال العام النابض بالحياة من وجهة نظر هابرماس قوةً إيجابيّةً للحفاظ على السلطات ضمن حدود وذلك خشية أن يتمّ الاستهزاء بأحكامها. ومن وجهة نظر ديفيد راندال David Randall، «في نظرية هابرماسيان، سبق المجالُ العامّ البرجوازي المجالَ العامّ الأدبي الذي كشفت أدبيّاته المفضّلة الباطنيّة الذاتية وشدّد على المذهب الذاتي الموجه للجمهور.»
كان كتاب التحول الهيكلي في المجال العام العمل النّوعيّ الأول لهابرماس Habermas. كما أنّه استوفى في كتابه هذا المتطلبات الصارمة لنيل لقب «البروفيسور» في ألمانيا، حيث يتطلب الحصول على هذا اللقب تقديم البحوث العلمية المستقلّة والتي ينتج عنها عادةً كتاب منشور، والدفاع عنه أمام لجنة أكاديمية. تعرف هذه العمليّة باللّغة الألمانيّة باسم "Habilitationsschrift" أو التأهيل. أشرف على هذه العملية الخاصة بـ هابرماس العالم السياسيّ فولفغانغ أبندروث Wolfgang Abendroth، والذي أهداه هابرس كتابَه.

## أطروحة هابرماس

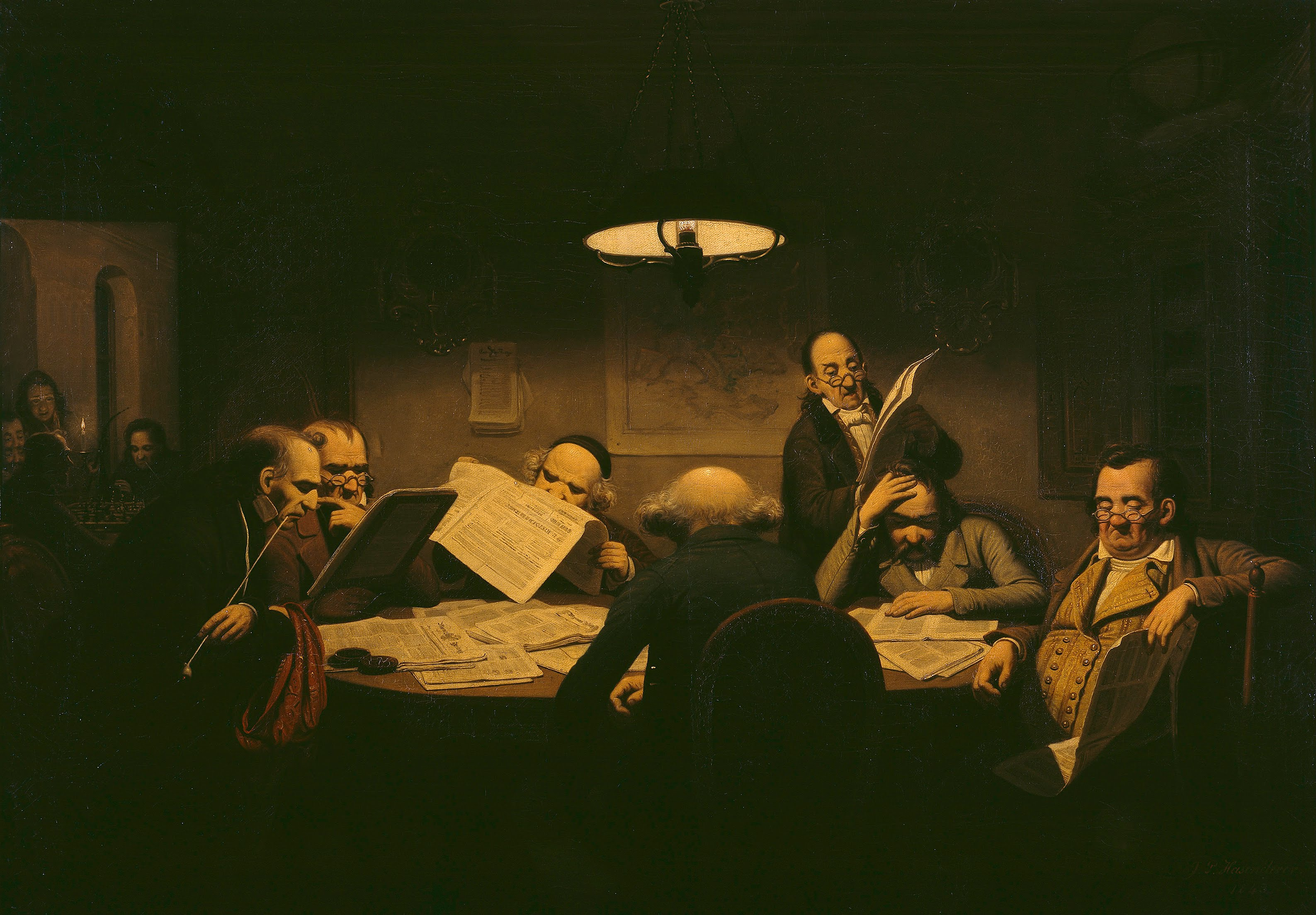
غرفة القراءة بريشة يوهان بيتر هازينكليفر

تكلم هابرماس عن تطوير المجال العام البرجوازي في القرن الثامن عشر وأوائل القرن التاسع عشر بالإضافة إلى التراجع اللاحق الذي حلّ به.
حدث الانتقال الأوّل في إنجلترا وفرنسا والولايات المتحدة وألمانيا على مدى 150 عامًا أو ما يقارب ذلك، من أواخر القرن السابع عشر. قادت إنجلترا الطريق في أوائل القرن الثامن عشر، وتبعتها ألمانيا أواخر القرن ذاته.
حاول هابرماس تفسير نموّ المجال العام وتراجعه من خلال ربط التطورات السياسية والاجتماعية والثقافية والفلسفية ببعضها البعض في نهجٍ متعدّد الاختصاصات. في البداية، كانت المجتمعات مجتمعات ملكيّة وإقطاعيّة لا تميّز بين الدولة والمجتمع أو بين القطاعين العامّ والخاصّ، ونظّمت نفسها سياسيّاً حول التمثيل الرمزيّ والحالة الرمزيّة. تحوّلت هذه المجتمعات الإقطاعيّة إلى أنظمة دستوريّة ليبراليّة برجوازيّة تُمَيٍّزُ بين الممتلكات العامة والخاصة. ففي المجال الخاص، كان هناك مجال شعبي برجوازي للحوار السياسي العقلاني النقدي الذي شكل ظاهرة جديدة تسمى الرأي العام. قاد هذا التحول نموُّ المجال العام الأدبي الذي تعلمت فيه البرجوازية نقد الذات ونقد دورها في المجتمع. حدث هذا التحول الأوّل الضخم تزامناً مع صعود الرأسمالية غير الصناعية المبكرة والتعبير الفلسفي لليبرالية السياسية من قبل مفكرين مثل هوبز، لوك، مونتسكيو Montesquieu (انظر: روح القوانين The Spirit of the Laws)، روسو، ثم كانط. ازدهر المجال العام البرجوازي مع بدايات النظام الليبرالي الرأسمالي الذي اعتمد على السوق الحرة ومبدأ (دعه يعمل، دعه يمر laissez-faire) والذي كان سائداً قبل الثورة الصناعية في أواخر القرن الثامن عشر وحتى منتصف القرن التاسع عشر.
يتتبع الجزء الثاني من تقرير هابرماس الانتقال من المجال العام البرجوازي الليبرالي إلى المجتمع الشامل الحديث لدولة الرفاه الاجتماعي. تبلورت مجموعة جديدة من التطورات الاجتماعية والثقافية والسياسية والفلسفية ابتداءً من ثلاثينيات القرن التاسع عشر، وامتداداً لأواخر القرن التاسع عشر وأوائل القرن العشرين. توقّع هيغل هذا التحوّل من خلال انتقاده لفلسفة كانط الليبرالية وفقاً لهابرماس، وقد ذكر هذا التحول زعيم من زعماء الفلسفة ألا وهو كارل ماركس Karl Marx وذلك في تشخيصه للتناقضات المتأصّلة في النظام الاجتماعي الدستوري الليبرالي. رأى هابرماس الليبرالية المُعَدّلة عند كلٍّ من ميلMill وتوكيفيل Tocqueville وازدواجيتهما تجاه المجال العام، فقد رأيا مظهراً رمزيّاً لتلك التناقضات.
ظهرت العديد التحولات الاجتماعية والاقتصادية الرئيسية القائمة على تحوّل اعتماد البلاد في اقتصادها إلى التصنيع، وذلك بالتوازي مع التقدّم الفلسفيّ ضدّ الليبراليّة الكلاسيكيّة، وكانت النتيجة ظهور مجتمعات ضخمة تميزت بالرأسماليّة الاستهلاكيّة في القرن العشرين، وأصبحت -نتيجةً لذلك- الحدود الفاصلة بين العام والخاص وبين الدولة والمجتمع غير واضحة. تغيّر المجال العام البرجوازي من خلال ازدياد محاولات إعادة التكامل والدمج بين الدولة والمجتمع والتي أسفرت بدورها عن دولة الرفاهية الاجتماعية الحديثة. يمكن -حسب هابرماس- اعتبار هذا التحول جزءًا من جدلية أكبر تمّ فيها إجراء تغييرات سياسيّة في محاولة لإنقاذ النظام الدستوري الليبرالي، ولكن كان لها الأثر النهائي لتدمير المجال العام البرجوازي. سلّط هابرماس الضوءَ على الآثار الضارة للتسويق والاستهلاك على النطاق العام من خلال انتشار وسائل الإعلام، والعلاقات العامّة، والثقافة الاستهلاكية. وحدّد كيف أحبطت هذه التطورات النقاش السياسيّ العقلانيّ النقديّ، بما في ذلك الأحزاب السياسيّة التي عملت بطريقة تجنّبت المجال العام، وسببت تضعضع السياسات البرلمانية.
اعتمد هابرماس على الانتقادات الثقافيّة للنظريّة النقديّة التي أتت من مدرسة فرانكفورت Frankfurt School، والتي شملت مفكرين مهمّين مثل ثيودور أدورنو Theodor Adorno ، الذي كان أحد أساتذته في معهد البحوث الاجتماعية من 1956 إلى 1959 وهي الفترة التي بدأ هابرماس فيها تأهيله الدراسي، ولكنّه انتقل منها إلى جامعة ماربورغ حيث أكمل فيها العمل تحت إشراف فولفجانج أبندروث Wolfgang Abendroth وكان الانتقال بسبب التوترات الفكرية مع مدير المعهد، الفيلسوف وعالم الاجتماع ماكس هوركهايمر Max Horkheimer.

## الاستقبال
أعيد طبع الكتاب مرات عديدة باللغة الألمانية ولغات أخرى، وكان مؤثراً بشكلٍ كبير، خاصّةً بعد ترجمته إلى اللّغة الإنجليزيّة لطلّاب العلوم السياسية والدراسات الإعلامية والخطابة. ويعتبر أيضاً عملاً مهمّاً لمؤرخي الفلسفة وعلماء التّاريخ الفكريّ. بعد نشر الكتاب عام 1962 أصبح هابرماس يُعرف كأحد الفلاسفة المهمّين في القرن العشرين.
تم انتقاد التحول الهيكلي في المجال العام منذ نشره عام 1962 بسبب صياغة هابرماس لمفهوم المجال العام، فوصفه بأنّه قد «توقف أو سقط مع ظهور مبدأ الوصول الشامل... فالمجال العام الذي من شأنه أن يستثني مجموعات معيّنة هو بكلّ بساطة مجال بعيدٌ عن الكمال؛ لم يكن مجالًا عامًا على الإطلاق». (هابرماس 1962: 85). يتطلب المجال العام البرجوازيّ شروطا مسبقة للاشتراك كالتعليم الجيّد والملكية الممتازة وهي الميّزات التي ترتبط بعضوية الطبقات العليا. لقد جادل النقاد بأنّه لا يمكن اعتبار المجال العامّ البرجوازي شكلاً مثاليّاً من أشكال السياسة، لأنّه يقتصر على الطبقات العليا في المجتمع ولا يمثّل أغلبية المواطنين في الدول القومية الناشئة.
يزعم بعض النقاد أن المجال العام لم يكن موجودًا على الإطلاق بهذا الشكل، أو لم يكن موجودًا إلا بمعنى استبعاد العديد من المجموعات المهمّة، مثل الفقراء، والنساء، والعبيد، والمهاجرين، والمجرمين. فهؤلاء يؤكّدون فكرة أنّ المجال العام لا يزال يمّثل مفهومًا مثاليًا لم يتغيّر إلا بشكل طفيف منذ زمن الفيلسوف كانط، فلا تزال الحالة المثالية هي ما قد يطلق عليها هابرماس «مشروعًا غير مكتمل للحداثة». (Cubitt 2005: 93)
وقد تم إجراء انتقادات مماثلة فيما يتعلق بالخصوصية في المجال العام البرجوازي من قبل مؤلفين نسويين ومؤلفي فترة ما بعد الاستعمار.

## روابط خارجية
- التحول الهيكلي في المجال العام على موقع الموسوعة البريطانية (الإنجليزية)